# Santuario della Madonna delle Grazie (Varoni)
Il santuario della Madonna delle Grazie è una chiesa cattolica, di fine XV secolo, situata a Varoni, frazione del comune di Amatrice, in provincia di Rieti.
La chiesa si trova a 1092 m s.l.m., su una collina nella conca amatriciana, da cui sono visibili i Monti della Laga, il Monte Vettore e il Gran Sasso d'Italia.

## Storia
Il santuario sorge nel luogo in cui presumibilmente si trovava una villa di Marco Terenzio Varrone, da cui sarebbe derivato il nome della frazione di  Varoni.
È certo che esistesse una comunità cristiana a  Variano (antico nome di Varoni) già prima dell'anno 1000: tutta l'area è stata evangelizzata fin dai primi anni del cristianesimo e con le invasioni dei Longobardi molti cercarono rifugio nella conca amatriciana. In questo periodo cominciò ad affermarsi il culto della  Madonna nel luogo dove oggi sorge il santuario.

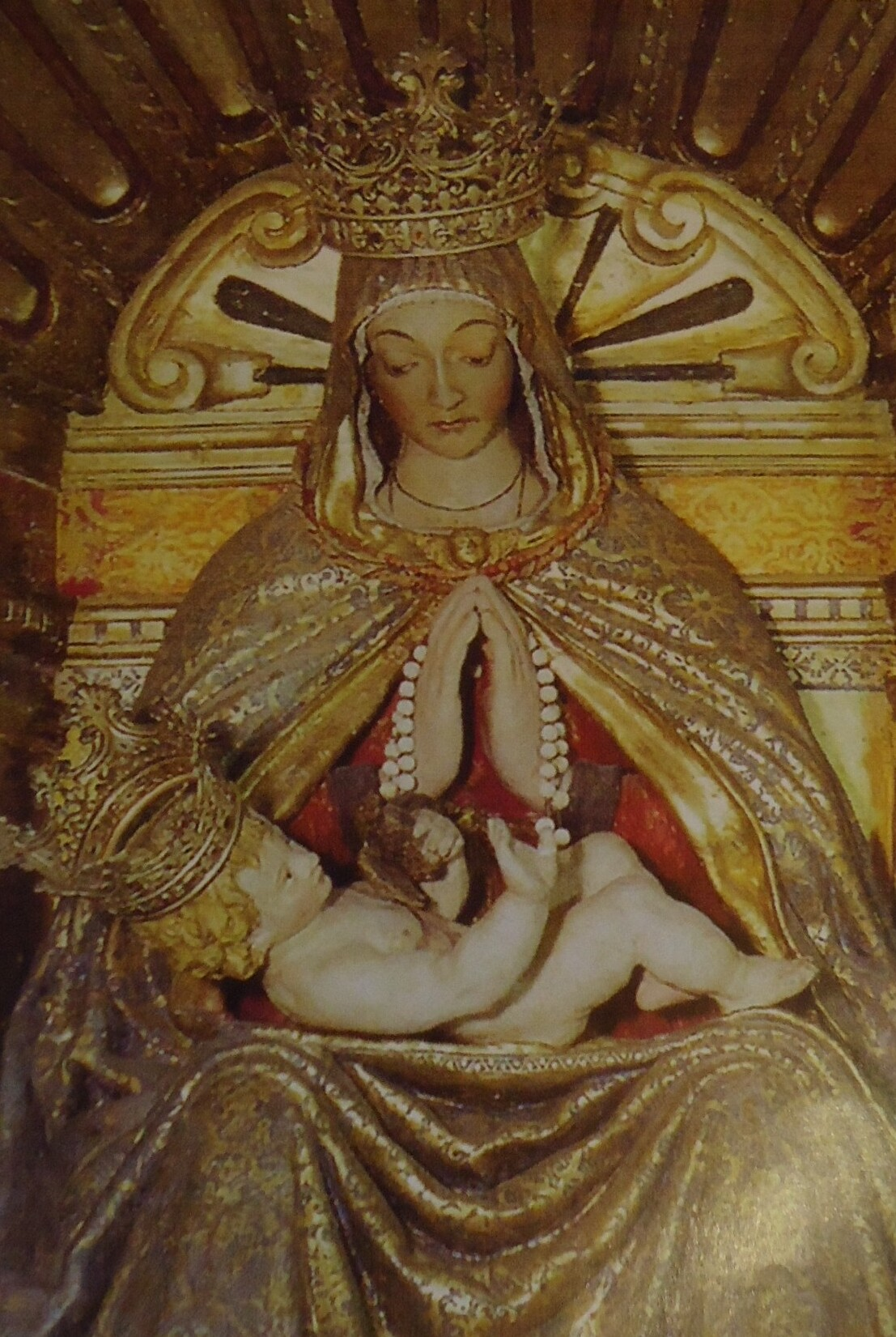
Statua della Madonna delle Grazie col Bambino in grembo del 1490 circa

Il paese si diede successivamente in possesso dell'Abbazia di San Maria di Farfa e cambiò nome in castrum Verani. L'edicola della Madonna cominciò ad essere chiamata "Santa Maria in Monticelli".
Intorno all'anno 1000 i benedettini dell'abbazia di Farfa vi costruirono un romitorio maschile per i cappellani che servivano altri due monasteri femminili sorti contemporaneamente nella vicina frazione di Scai e ad Amatrice; in più, essi si occupavano anche della gestione dell'Azienda Benedettina di Ferrazza (vicino Amatrice).
Il romitorio venne chiuso agli inizi del Quattrocento e poi riaperto dai francescani. Intorno al 1490, con parte del denaro elargito dai fedeli, viene commissionata la statua in terracotta dipinta della Madonna delle Grazie col Bambino in grembo, tuttora custodita nel santuario.
Nel corso del Seicento, gli Orsini finanziarono la decorazione interna.
Successivamente, il santuario passò nelle mani degli Arcipreti di Scai, coadiuvati da un Cappellano residente presso il luogo di culto. L'Arciprete D. Orfei decise di creare una confraternita che si occupasse dei Registri e degli oggetti di valore del santuario.
Lavori di restauro del prospetto furono necessari a seguito del terremoto del 1705.
Nel 1931 è stato edificato il campanile.
Nel 1965, l'Arcivescovo di Perugia Mons. Baratta e il Vescovo di Rieti Mons. Cavanna presenziarono alla solenne cerimonia dell'incoronazione della Madonna e del Bambino.
Il romitorio è diventato una casa di fraternità, un centro d'accoglienza.

## Architettura
La facciata del santuario è in stile rinascimentale, rivolta a Est e coronata da un timpano. Sul fianco presenta una piccola porta con due mensoline decorate. Vicino, compare l'iscrizione dei lavori del 1705. Sul lato sinistro, si erge il campanile mentre dal lato opposto si può accedere al chiostro dell'antico romitorio.
Gli interni, ad unica navata e con cinque altari in legno scolpito, sono in stile barocco e si devono ad un intervento degli Orsini, principi di Amatrice tra il 1582 e il 1692.
L'abside è aperta da un arco a tutto sesto. Al centro dell'altar maggiore, in legno di noce, il Tabernacolo è incastonato nel prospetto ornato da statue, bassorilievi e dipinti a tempera. Dietro, dentro un'edicola un tempo fiancheggiata dalle statue di san Giovanni Battista e san Giovanni evangelista, andate perdute a causa di un furto, è posta la statua in terracotta dipinta della Madonna delle Grazie col Bambino in grembo: risale al 1490 circa e probabilmente fu realizzata da Silvestro dell'Aquila o da un suo allievo. Sulle porte laterali, bassorilievi raffigurano il peccato originale e la cacciata di Adamo ed Eva dall'Eden. Più in basso, sono presenti gli stemmi della città di Amatrice e degli Orsini. Dinanzi all'altare, due delle quattro statue raffiguranti le Virtù cardinali (le altre sono state rubate).

Ai lati della navata, i quattro altari laterali:

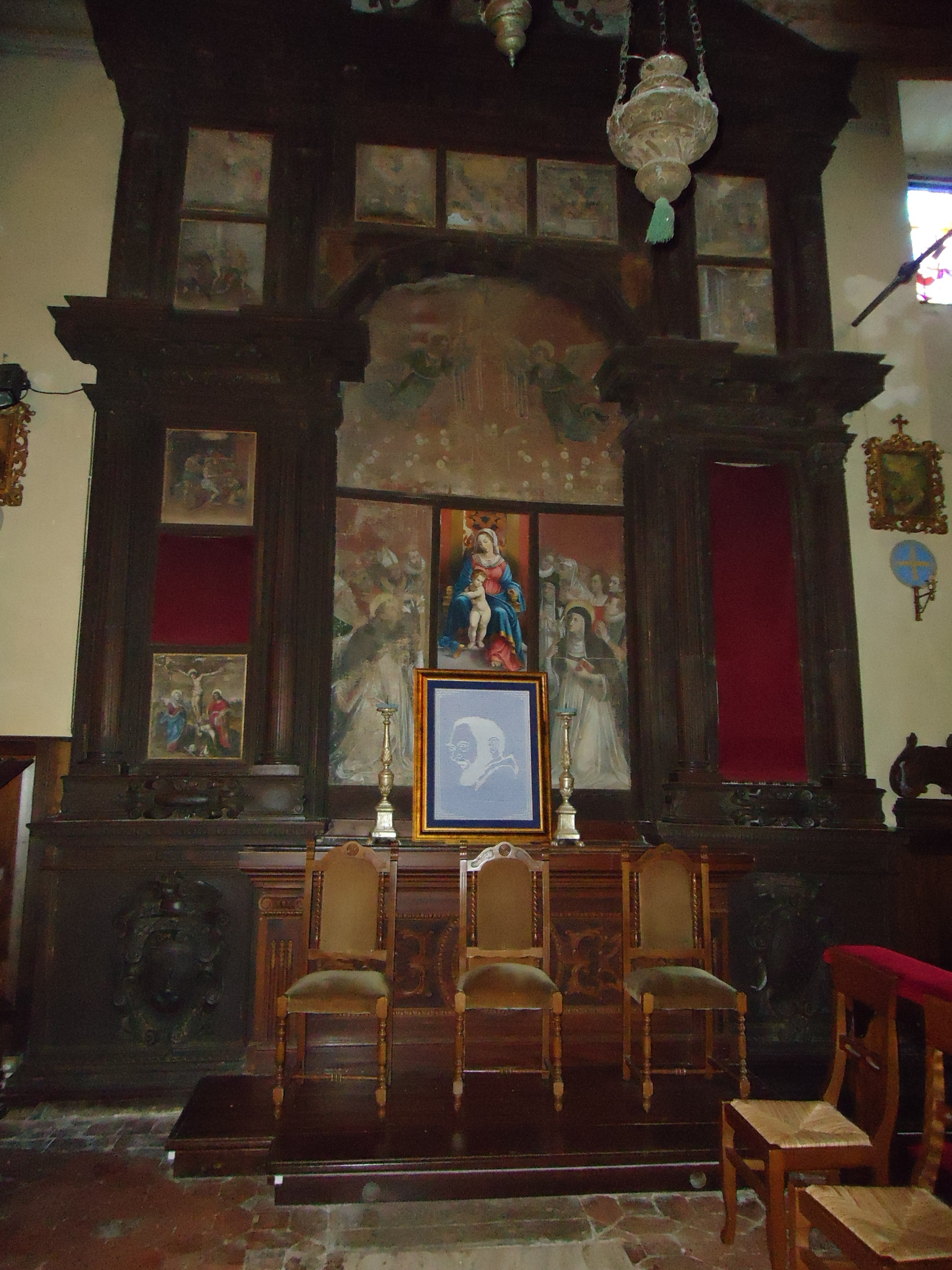
Altare con l'affresco della Madonna del Rosario

- Primo altare a sinistra: tela raffigurante San Carlo Borromeo genuflesso davanti a Gesù; in alto, Gloria degli angeli.
- Secondo altare a sinistra: altare detto "dei Martiri"; al centro tela con Santa Barbara e gloria degli angeli, con in basso il busto di un uomo in preghiera: il donatore (la stessa persona è raffigurata nel quadro di San Carlo.); a destra, Santa Lucia e sopra San Sebastiano; a sinistra, Santa Caterina d'Alessandria e sopra San Lorenzo martire; in alto, Madonna col bambino.
- Primo altare a destra: Crocifisso di legno con ai piedi le statue di San Francesco e Sant'Antonio da Padova in adorazione, con sullo sfondo un affresco di angeli in volo.
- Secondo altare a destra: affresco con la Madonna del Rosario, trafugato e sostituito con una copia, con ai lati San Domenico e Santa Caterina, contornati da vescovi, patriarchi, santi e altri personaggi nobili, forse gli Orsini e i 15 misteri del rosario, purtroppo anch'essi rubati; alla base, due stemmi gentilizi.

Dal soffitto a cassettoni colorati di stile veneziano e decorato con tre dipinti, scende il lampadario ligneo a tre bracci, messo a oro, ornato di edicole con statuette della Vergine e dei Santi, nonché di Angioletti che reggono catenelle donde pendono tre lampade in argento ad ampolla che circondano quella centrale di scuola michelangiolesca.
La porta d'ingresso è a bussola e sopra è posizionato il coro.
All'interno del santuario sono conservati due architravi: uno, ritrovato nel 2004, porta la data 651 mentre un secondo del 1523 testimonia la presenza dei francescani, essendovi raffigurato il simbolo di San Bernardino, retto da due angeli.

## Attività

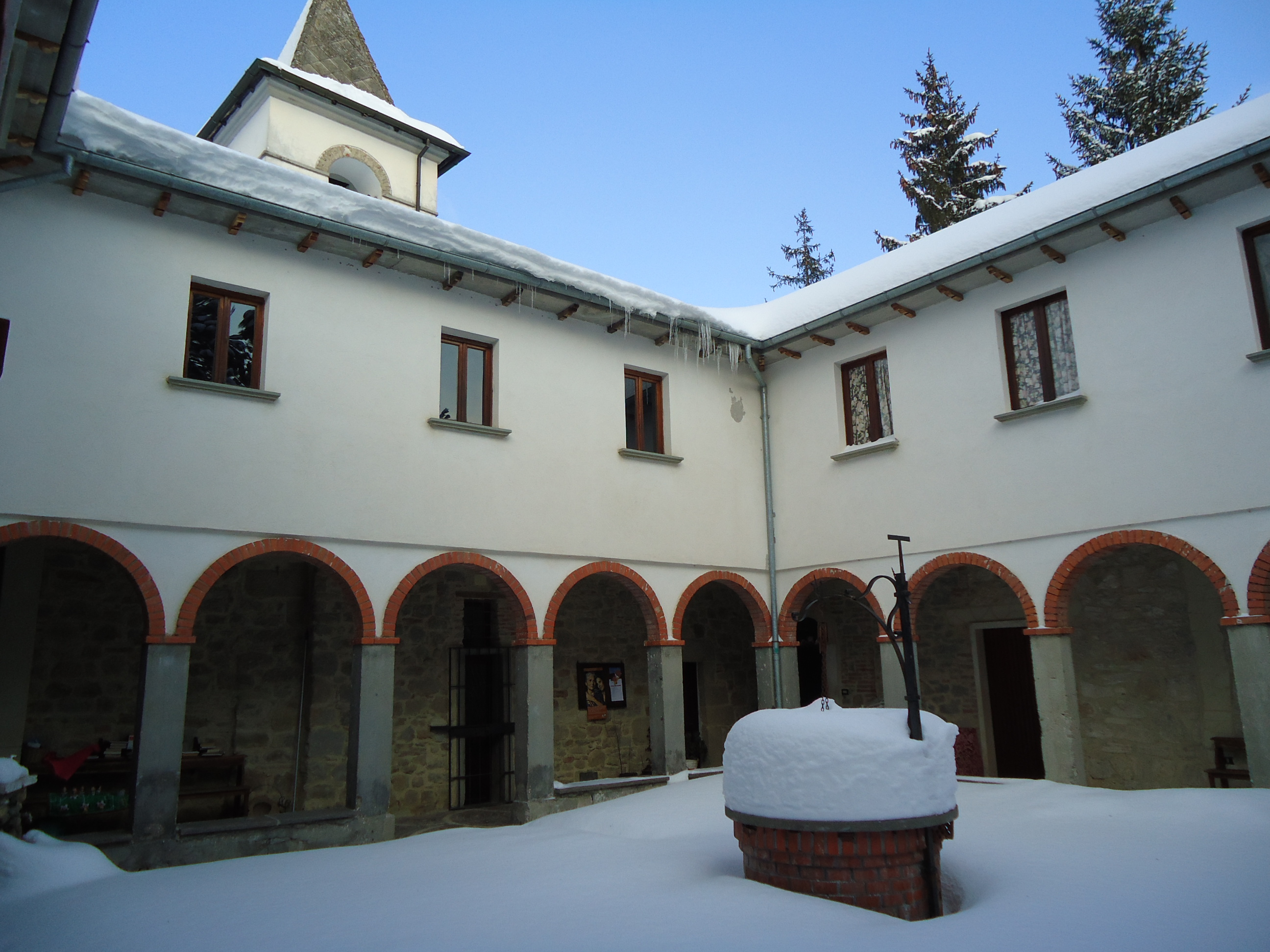
Cortile del romitorio ricoperto dalla neve

Il centro francescano accoglie ogni mese giovani, gruppi organizzati, campi scuola e religiosi in ritiro spirituale. È dotato di sale per gli incontri, campo giochi e boschi.
Per chi è alla ricerca di pace e silenzio, nelle immediate vicinanze del santuario sorgono due eremi: uno dedicato a San Francesco e uno a Santa Chiara, senza luce e telefono.
Sono ancora vive le pratiche di pietà dell'antica comunità francescana, tra cui l'"esercizio penitenziale della Corda Pia" che viene praticato ogni venerdì di Quaresima. Sono presenti le confraternite "dei Terziari" e "del Carmelo".
La festa della Madonna delle Grazie viene celebrata il 2 luglio (Visitazione) e viene preceduta da una novena. 
Il 29 giugno, giorno dei santi Pietro e Paolo e ricorrenza della consacrazione del santuario, la statua della Madonna viene trasportata in corteo durante una fiaccolata notturna nella chiesa di San Sebastiano, situata nella vicina frazione di Scai. Il 2 luglio una seconda processione riporta l'immagine sacra nel santuario.
Le reliquie custodite nel santuario risalgono al 1500 e vengono venerate nel pomeriggio del giorno di Pasqua.

## Devozione
Molti ex voto conservati nella chiesa testimoniano le grazie ricevute nel corso degli anni da molti fedeli dalla Madonna. Tra le storie legate al santuario:
- al tempo dei francescani, un brigante della zona decise di confessarsi in occasione della Pasqua, ma nessun frate era intenzionato a concedergli l'assoluzione se non avesse deciso di abbandonare la vita da criminale. L'uomo non voleva desistere ("O il padre mi assolve o l'ammazzo") e i religiosi tentavano di trovare una soluzione. Un laico suggerì al brigante una penitenza: ricevere l'eucaristia dopo qualche giorno di preghiera. Al ritorno, il criminale comunicò di voler abbandonare la sua attività, donare i suoi averi al romitorio e vivere con i francescani fino alla morte. Così avvenne e in molti attribuirono la conversione alla Madonna.
- la guarigione di una ragazza di un paese vicino, affetta da tubercolosi polmonare.

## Galleria d'immagini

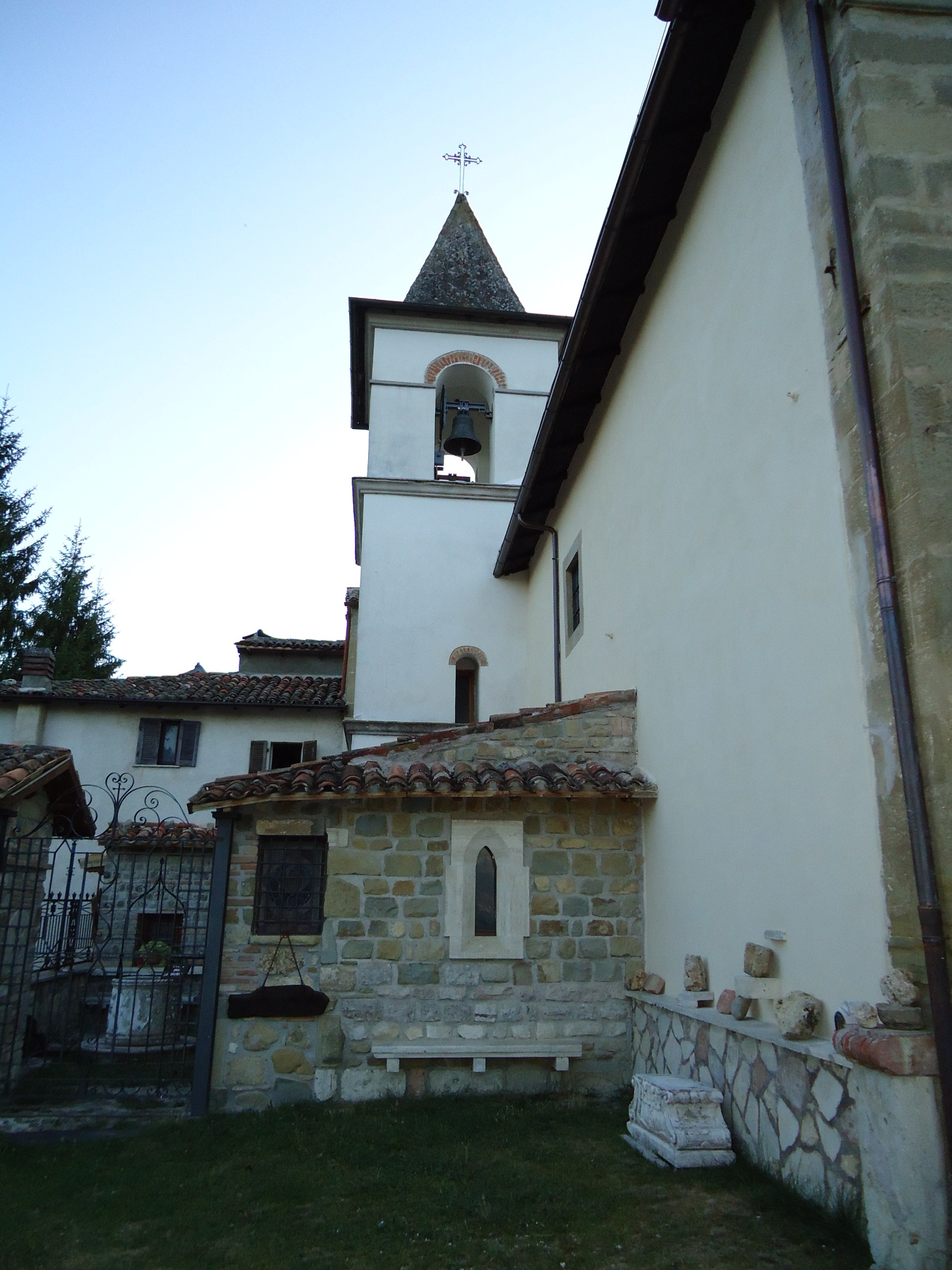
Il campanile eretto nel 1931
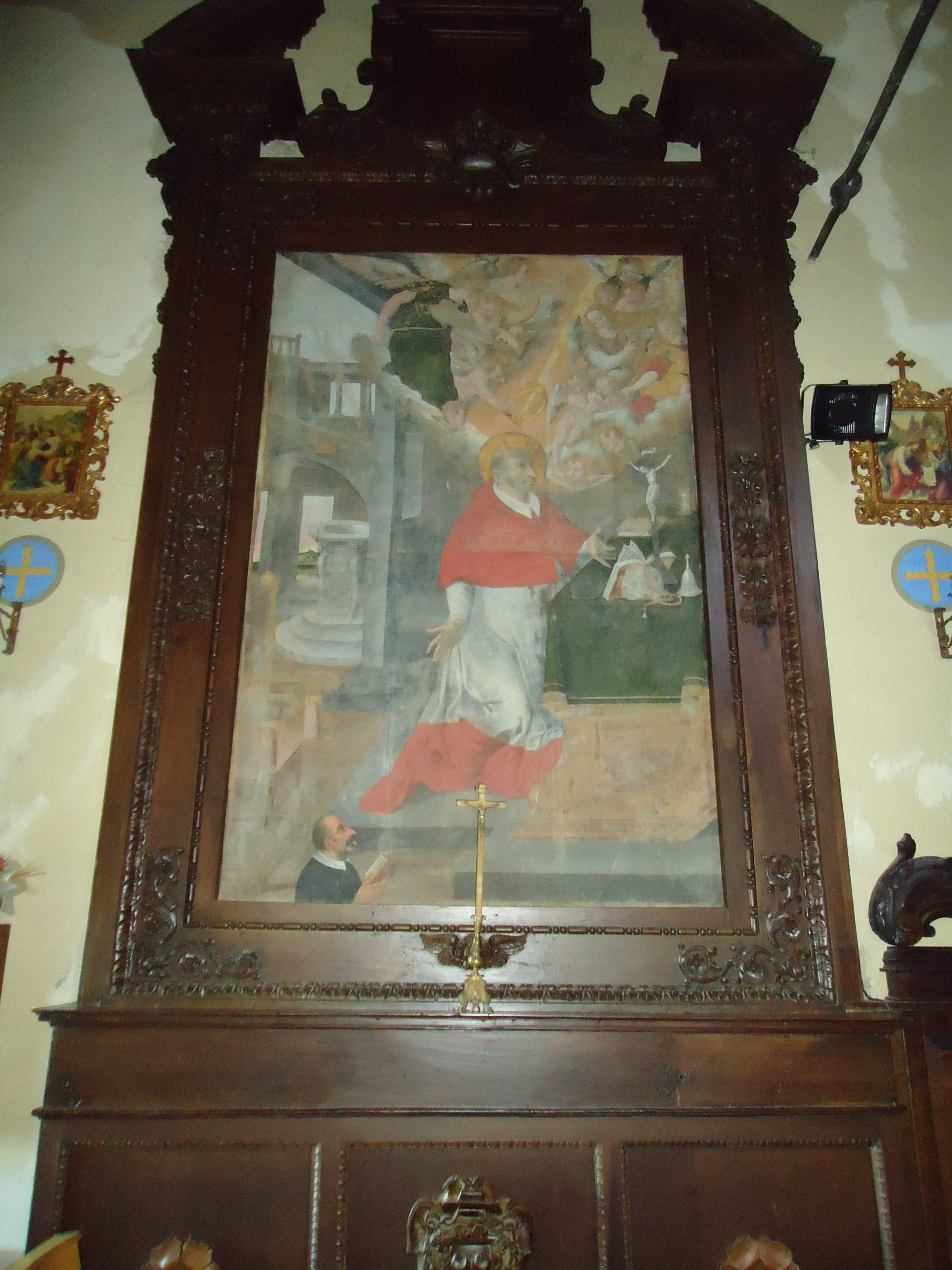
Primo altare a sinistra: San Carlo Borromeo
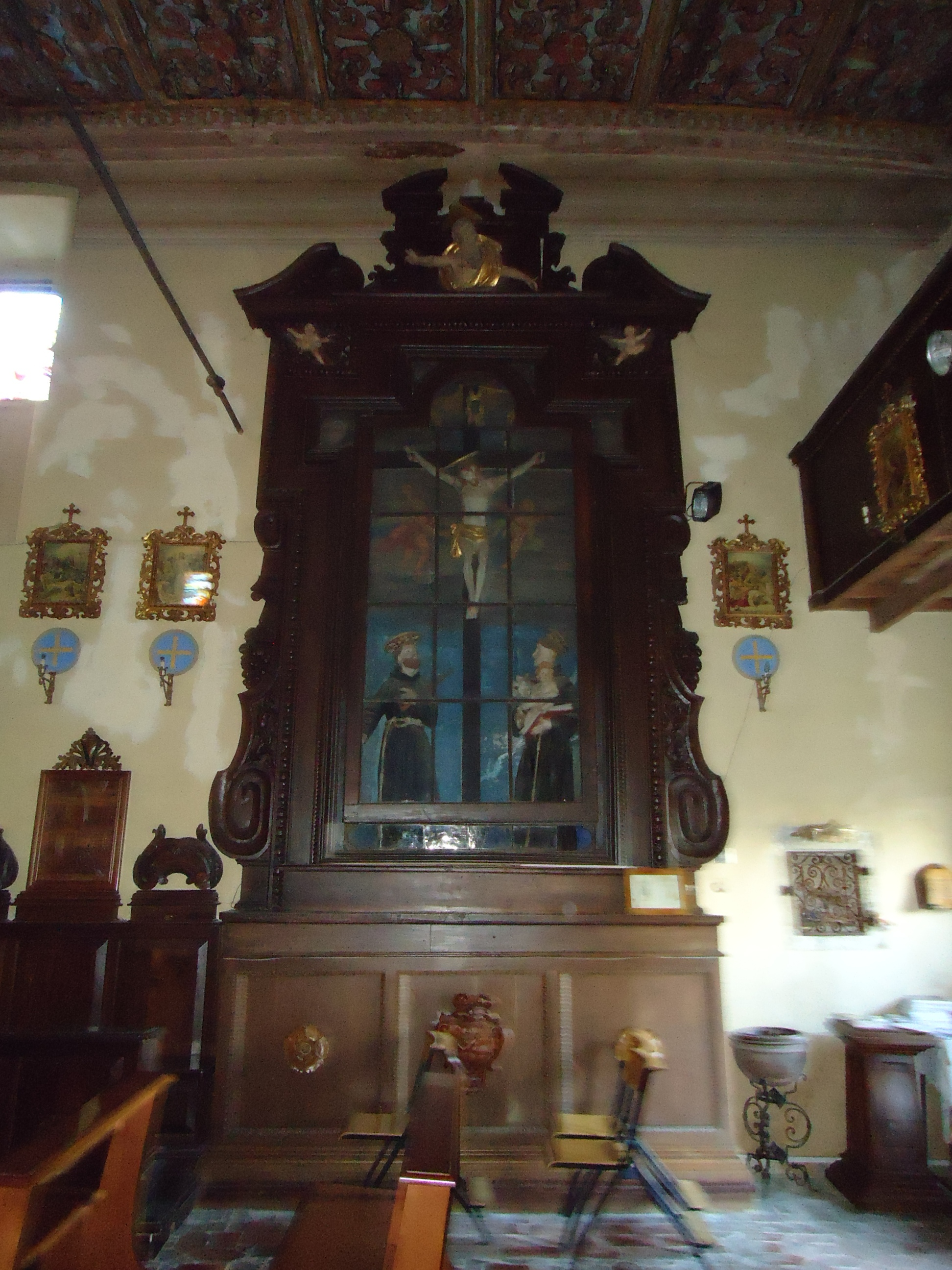
Primo altare a destra: Crocefisso, con San Francesco d'Assisi e Sant'Antonio da Padova
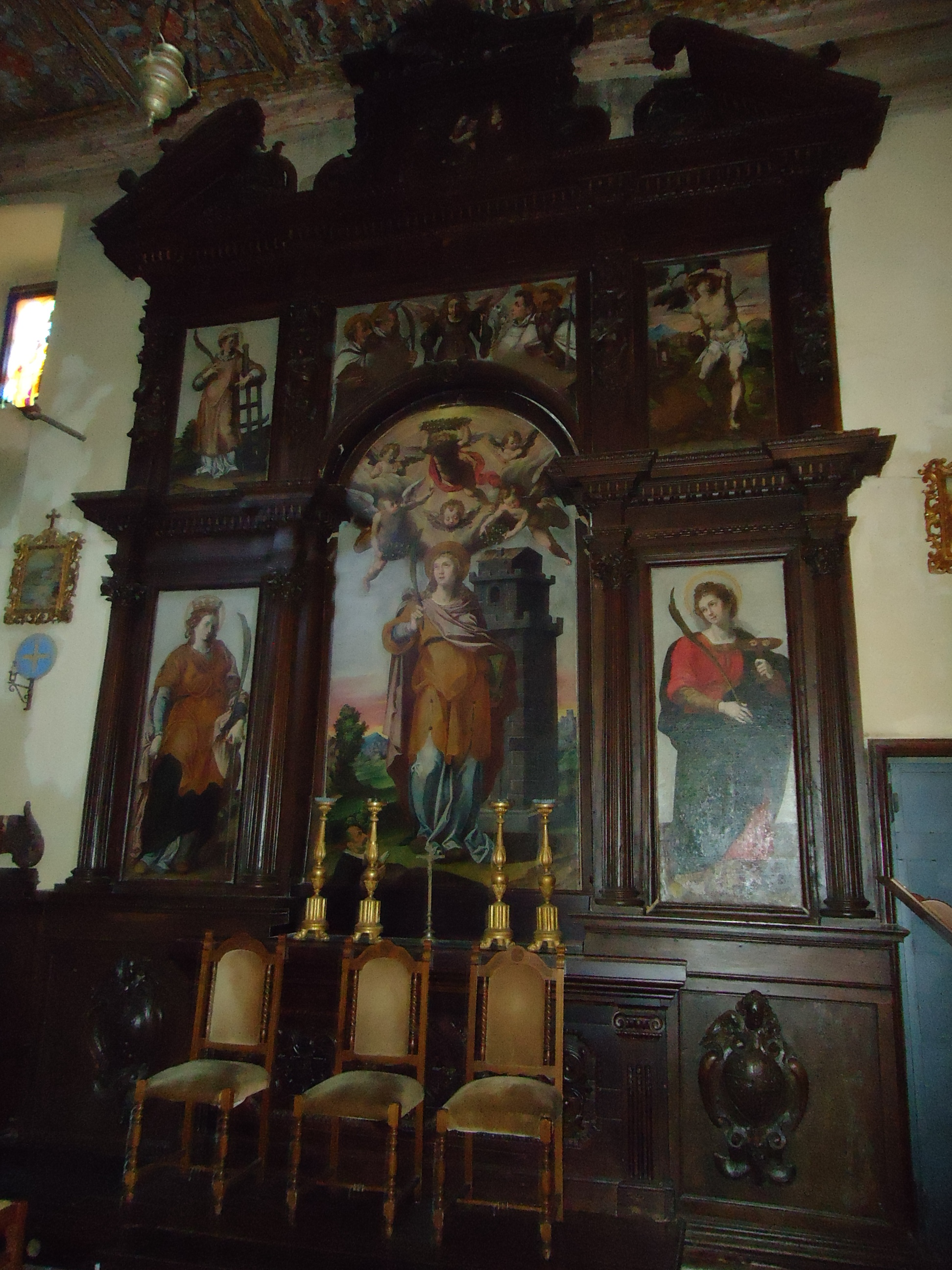
Secondo altare a sinistra: è detto "dei Martiri", con in alto Madonna col Bambino
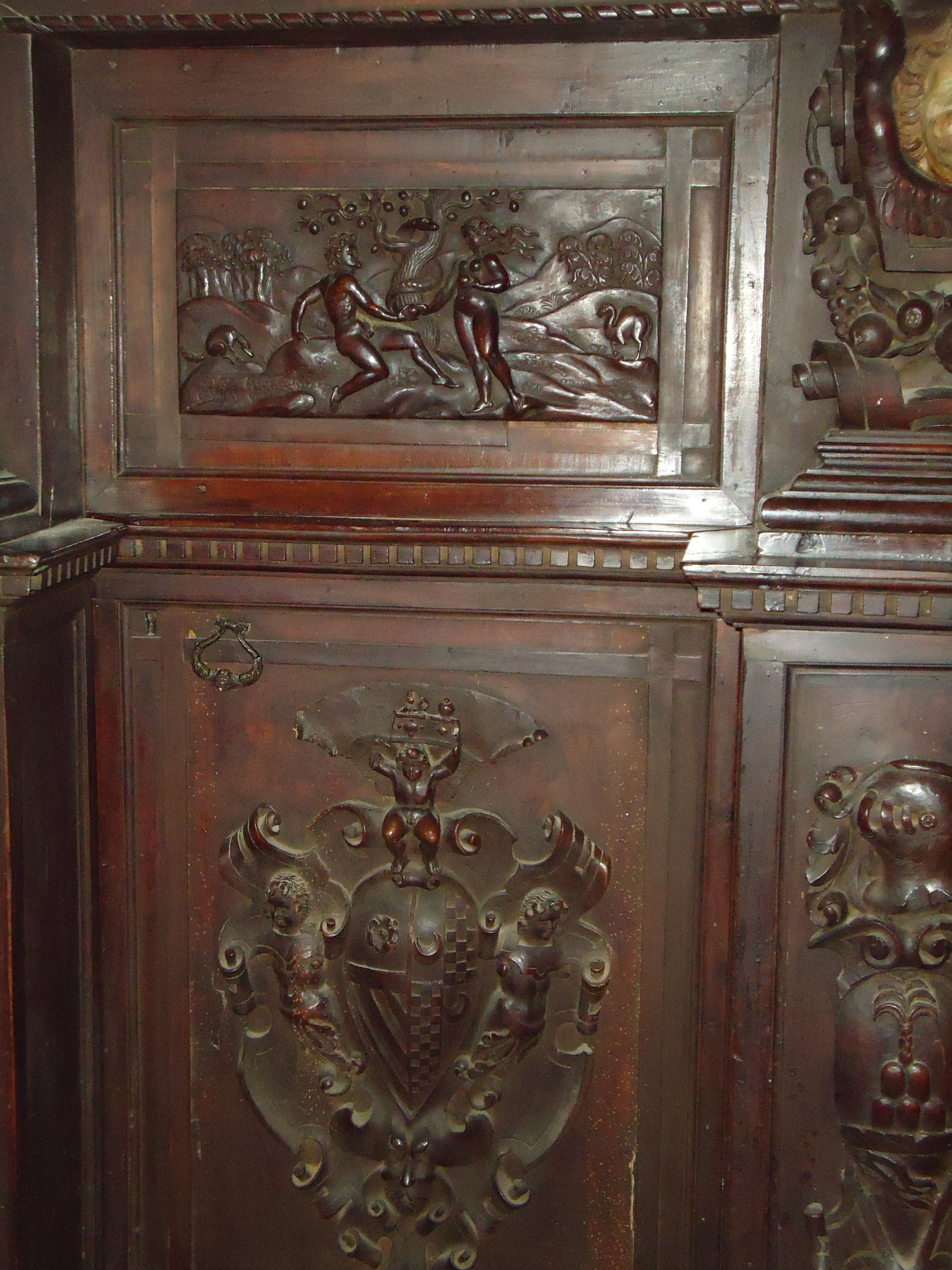
Bassorilievi dell'Altare Maggiore: Genesi e stemma Orsini
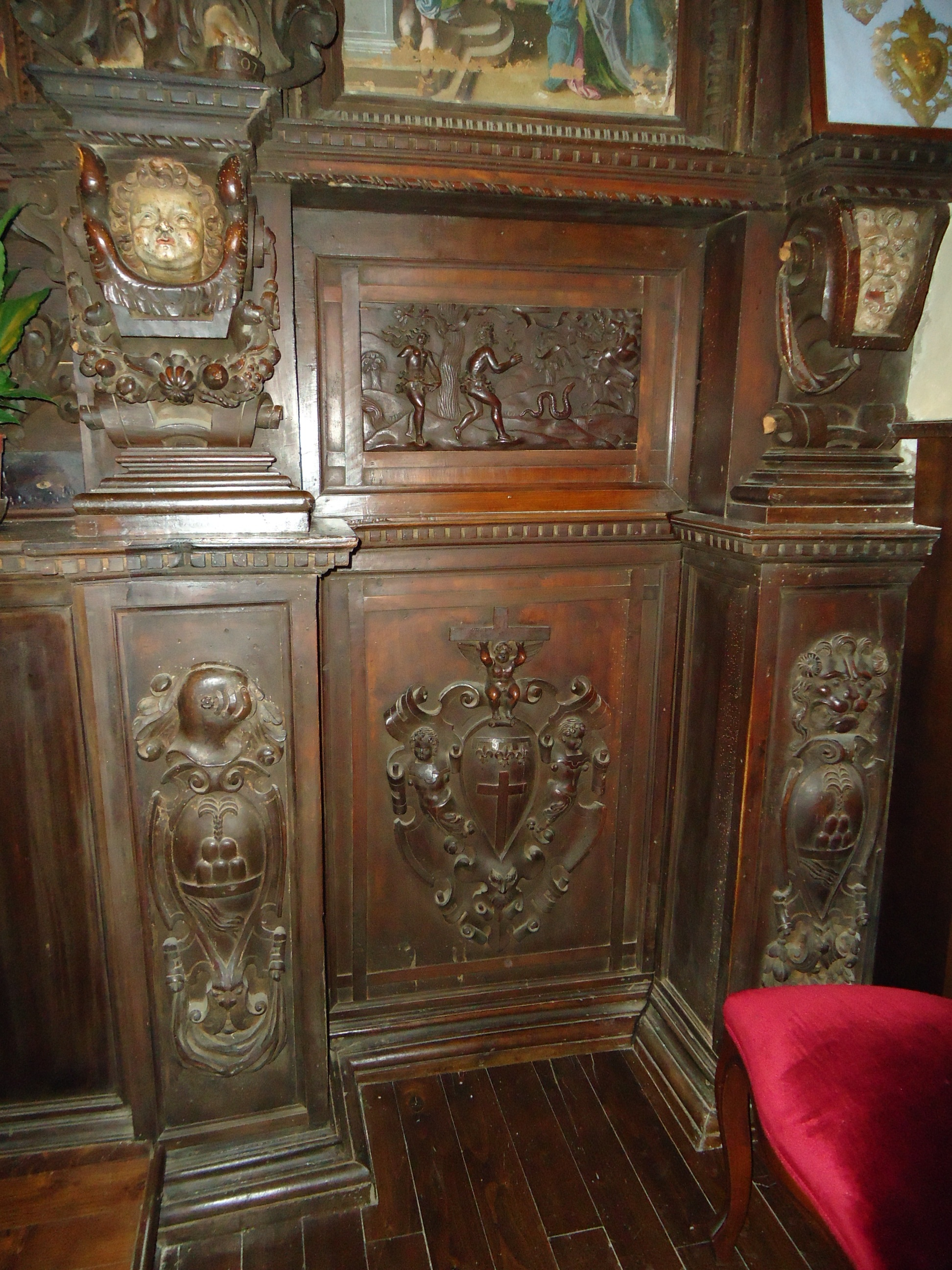
Bassorilievi dell'Altare Maggiore: Genesi e stemma di Amatrice
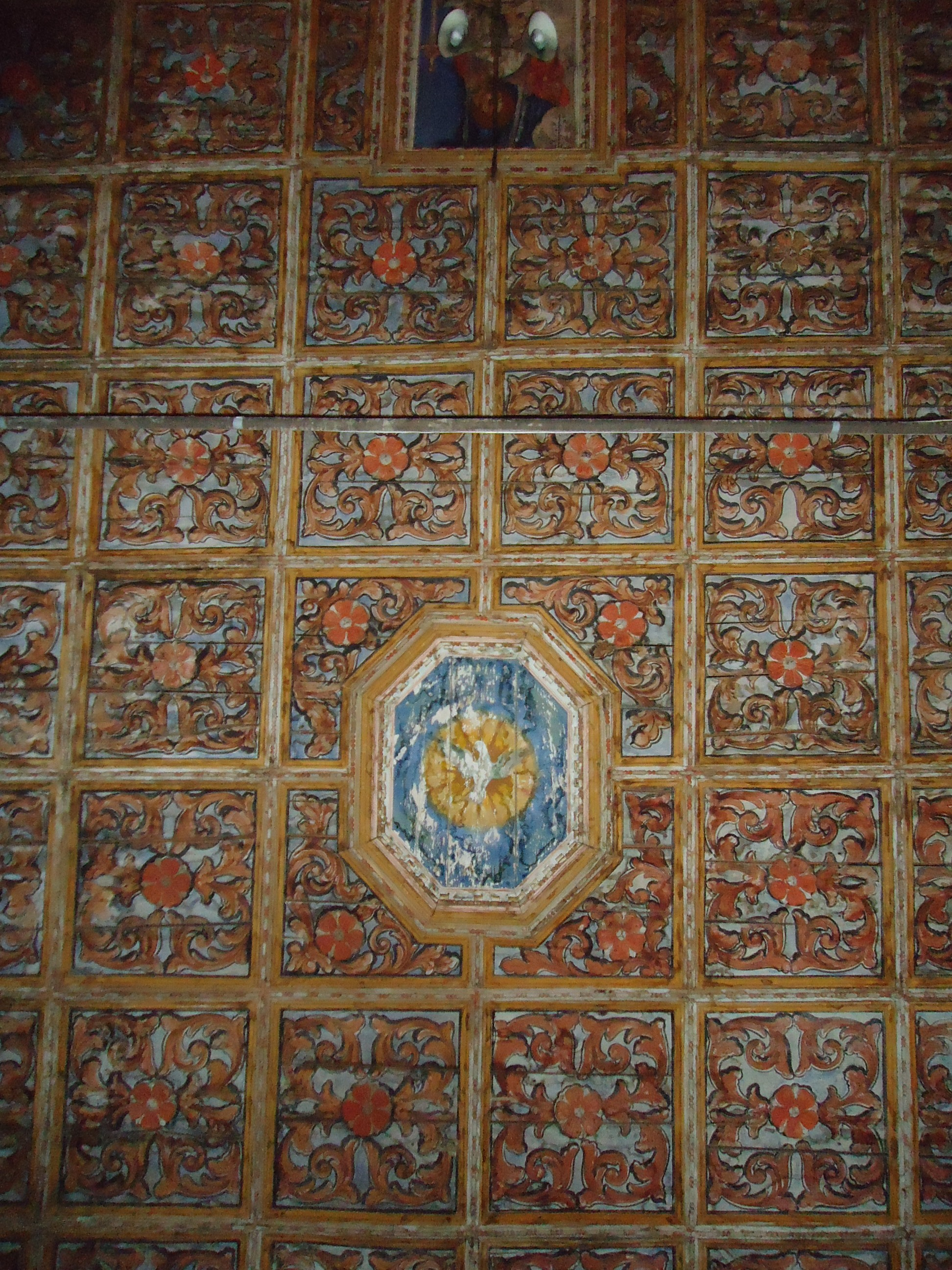
Soffitto a Cassettoni, con affresco
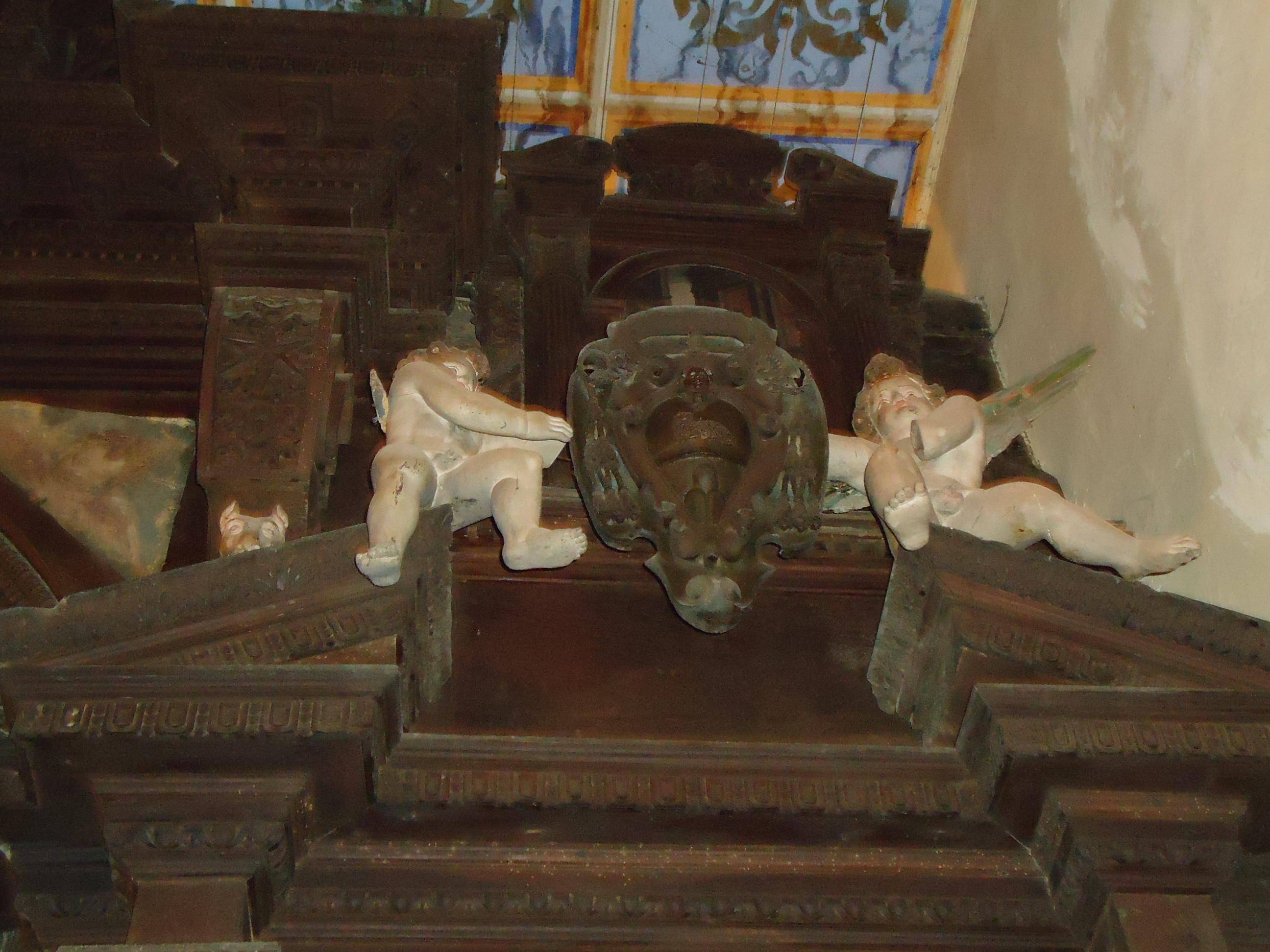
Altare Maggiore, in alto a destra: particolare
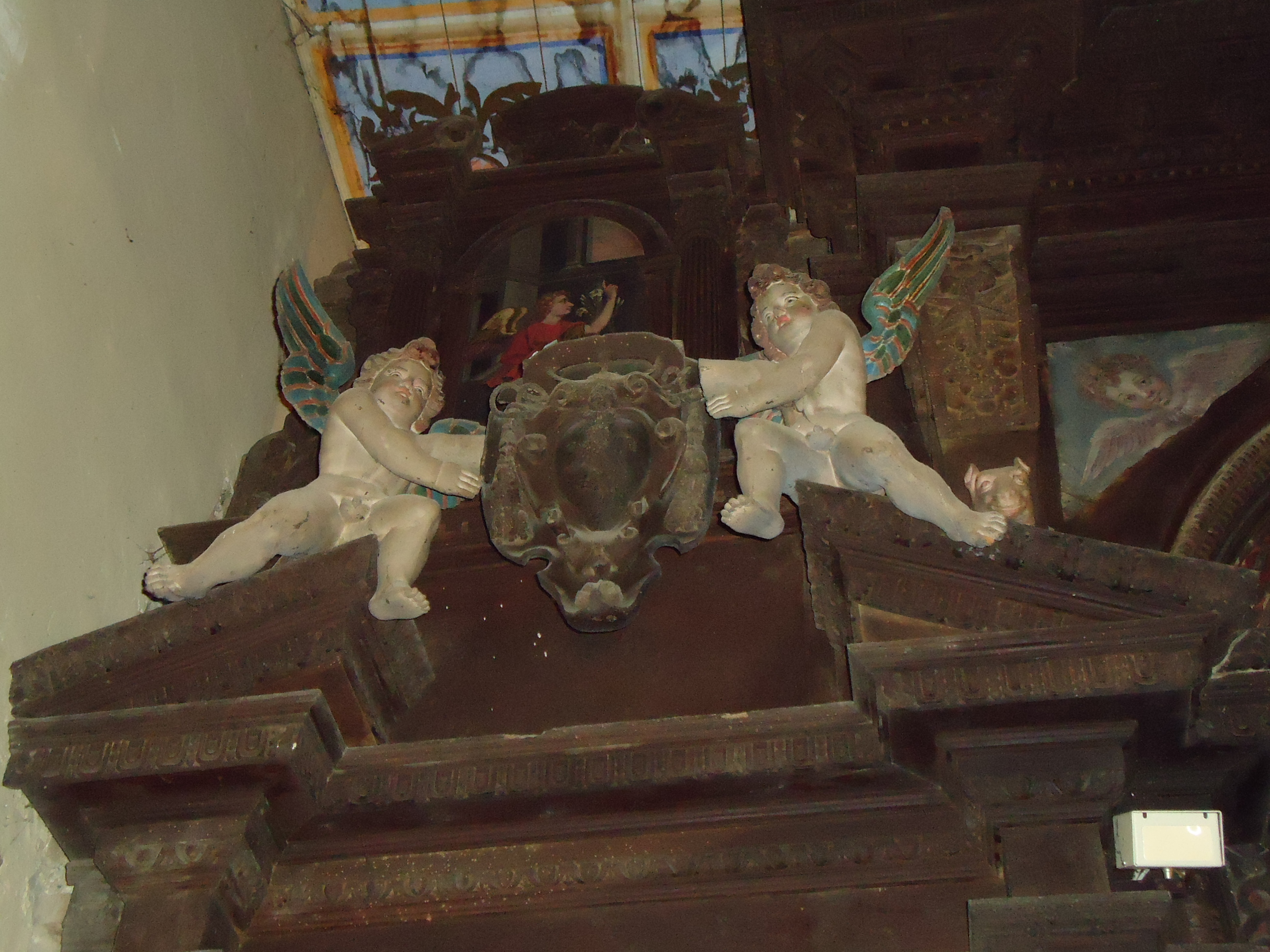
Altare Maggiore, in alto a sinistra: particolare
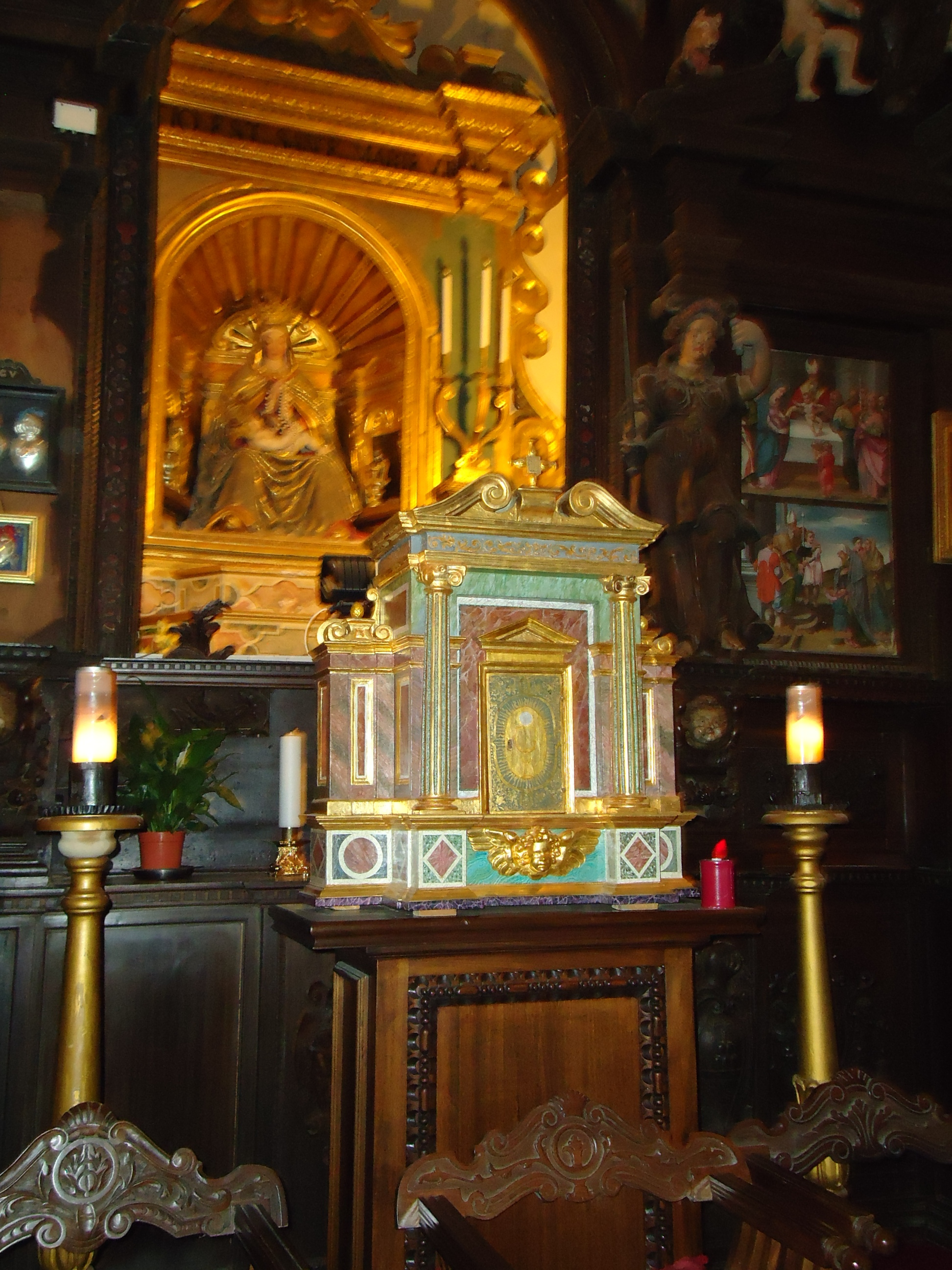
In primo piano: Tabernacolo. Sullo sfondo: Madonna col Bambino e statua di una virtù cardinale
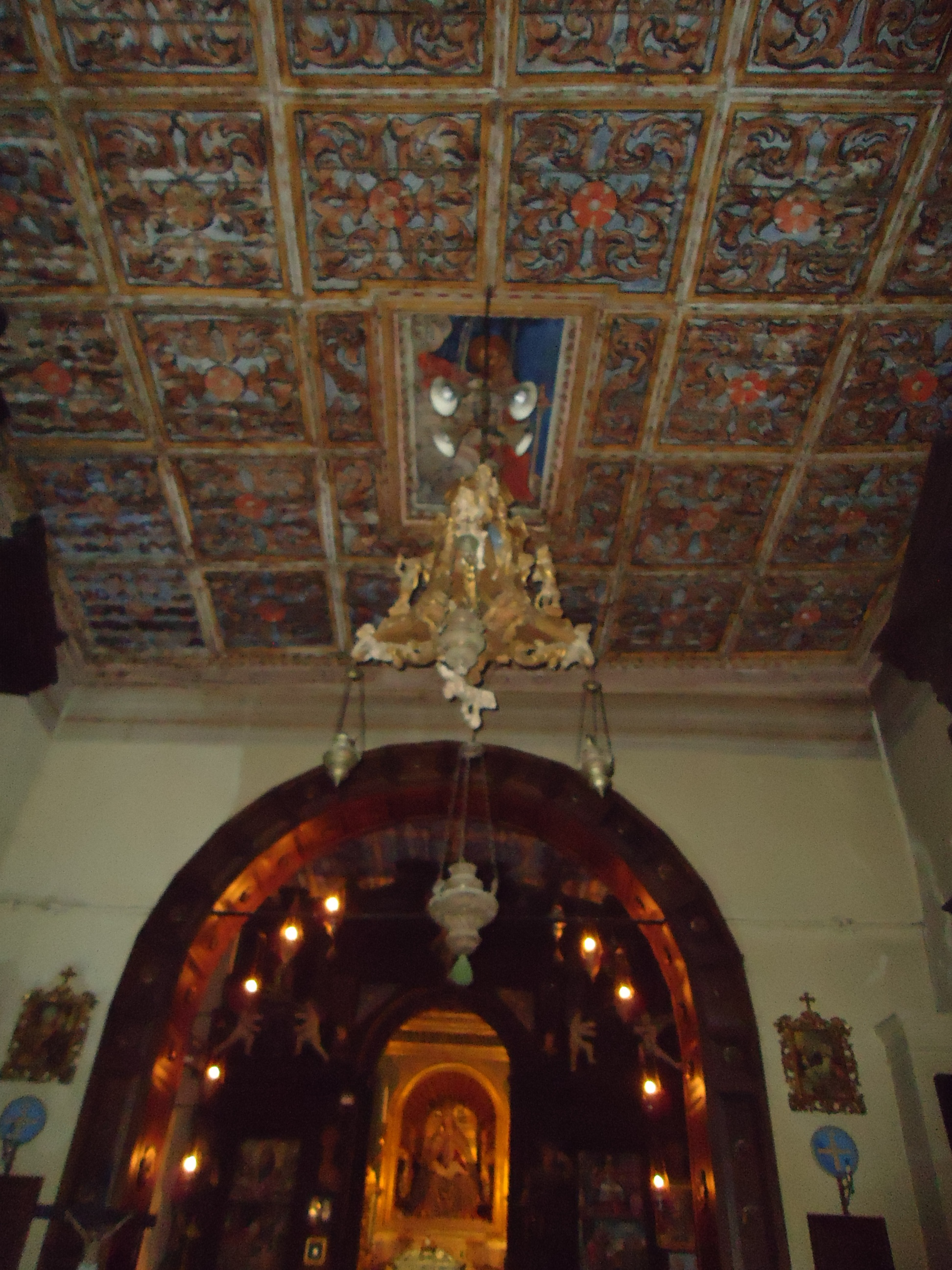
Lampadario in legno decorato di scuola michelangiolesca
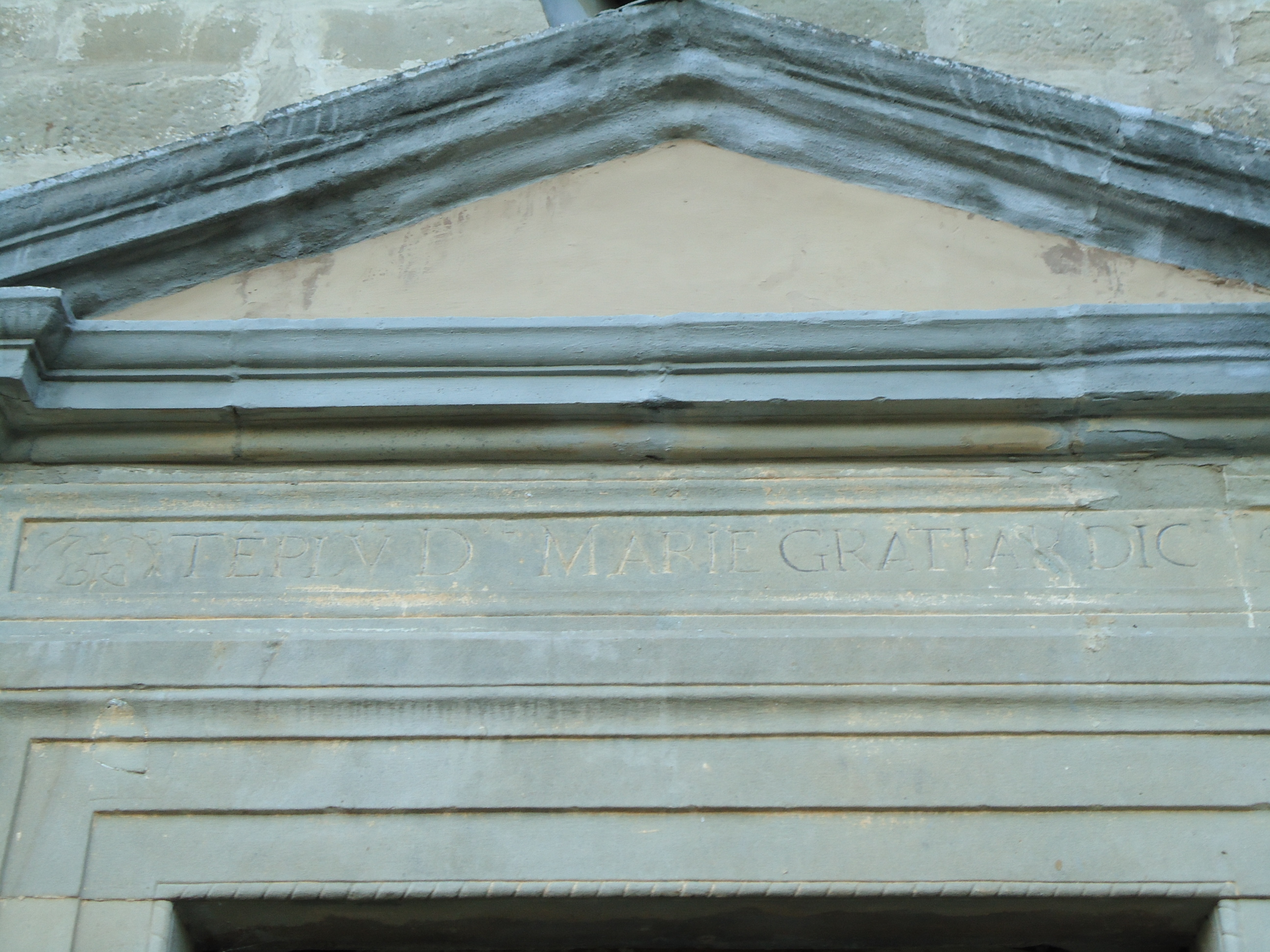
Architrave posto all'ingresso della chiesa
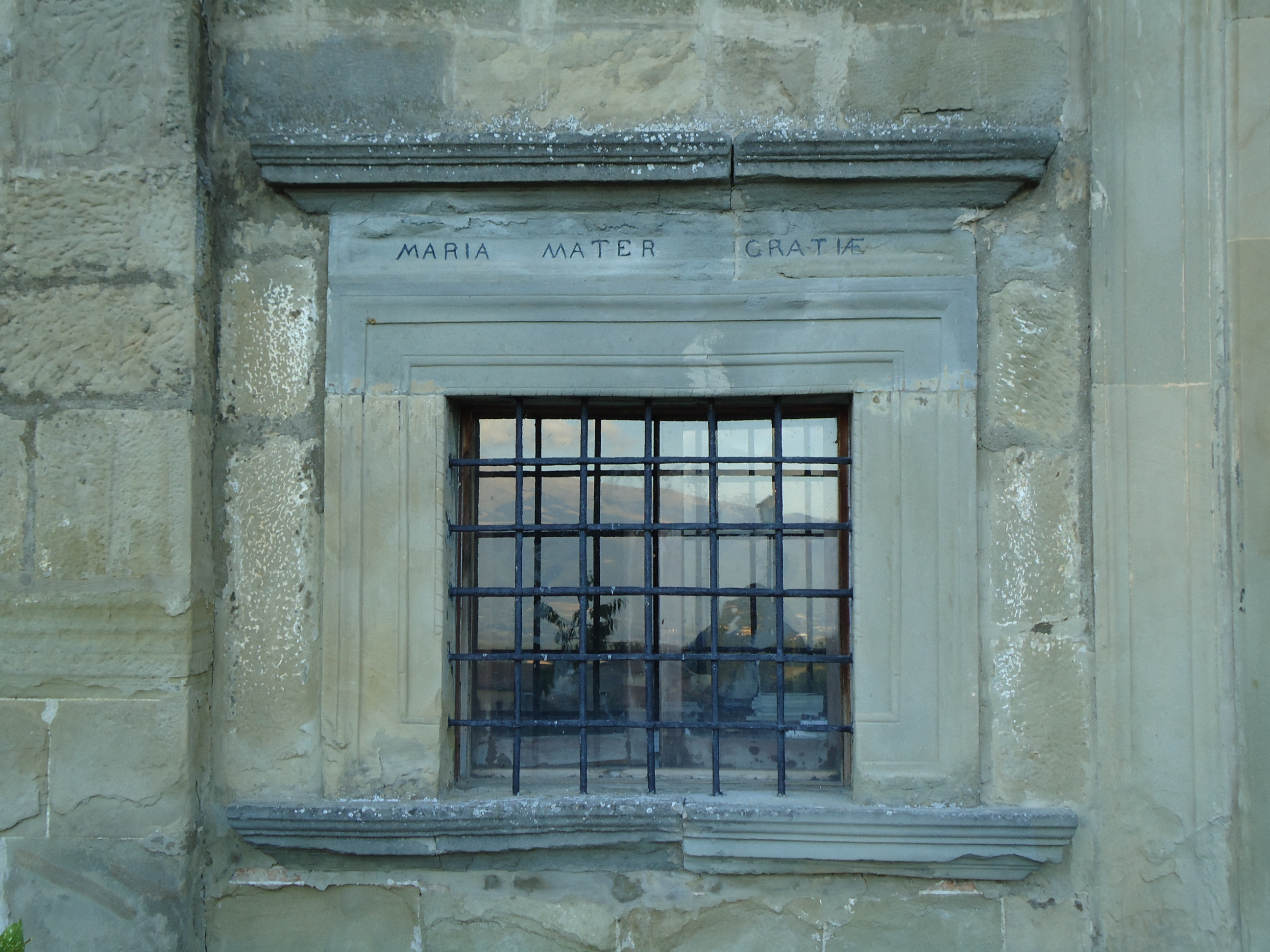
Particolare della facciata: finestra con iscrizione
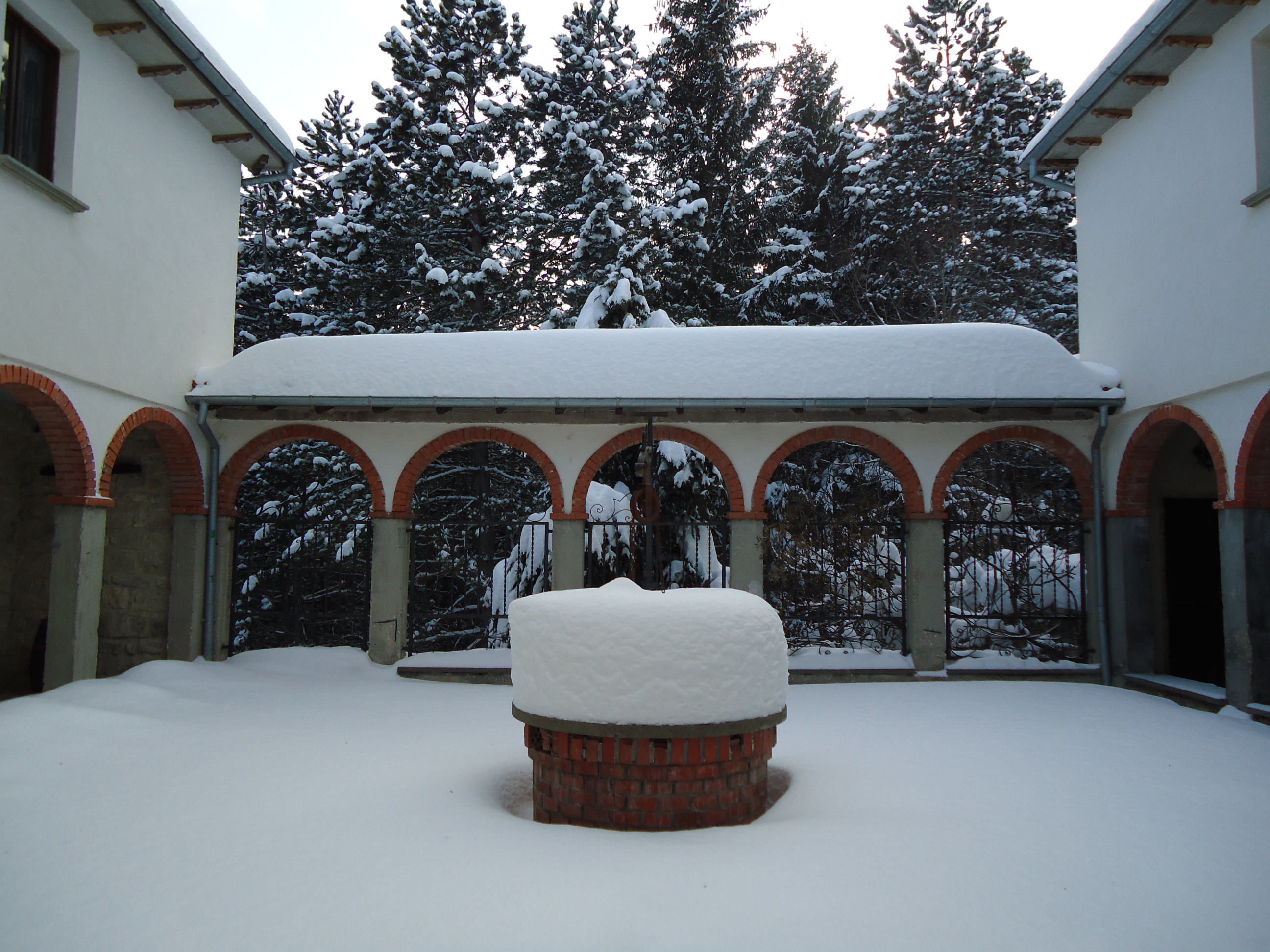
Il cortile del romitorio in inverno
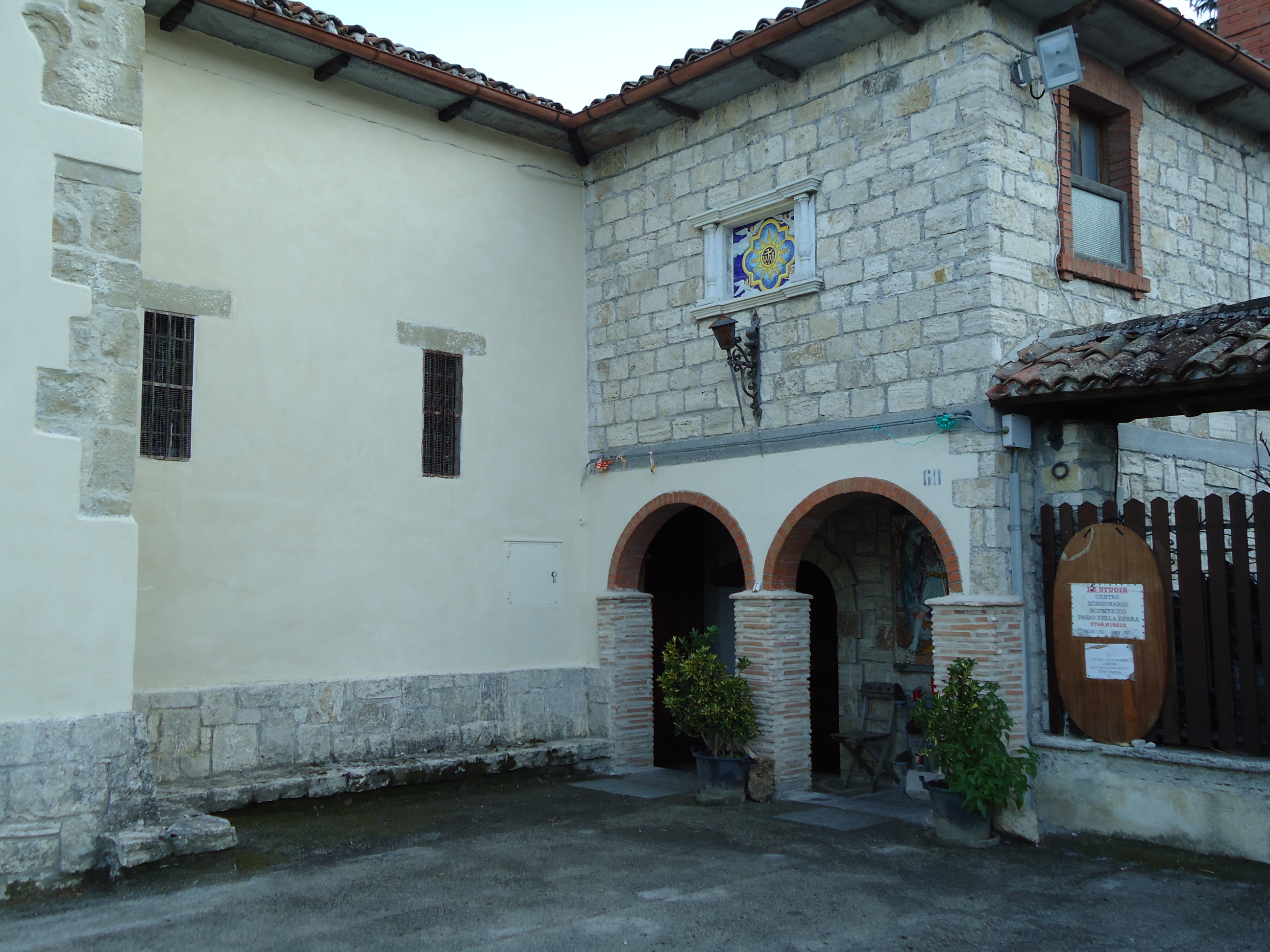
Ingresso al romitorio, oggi centro francescano
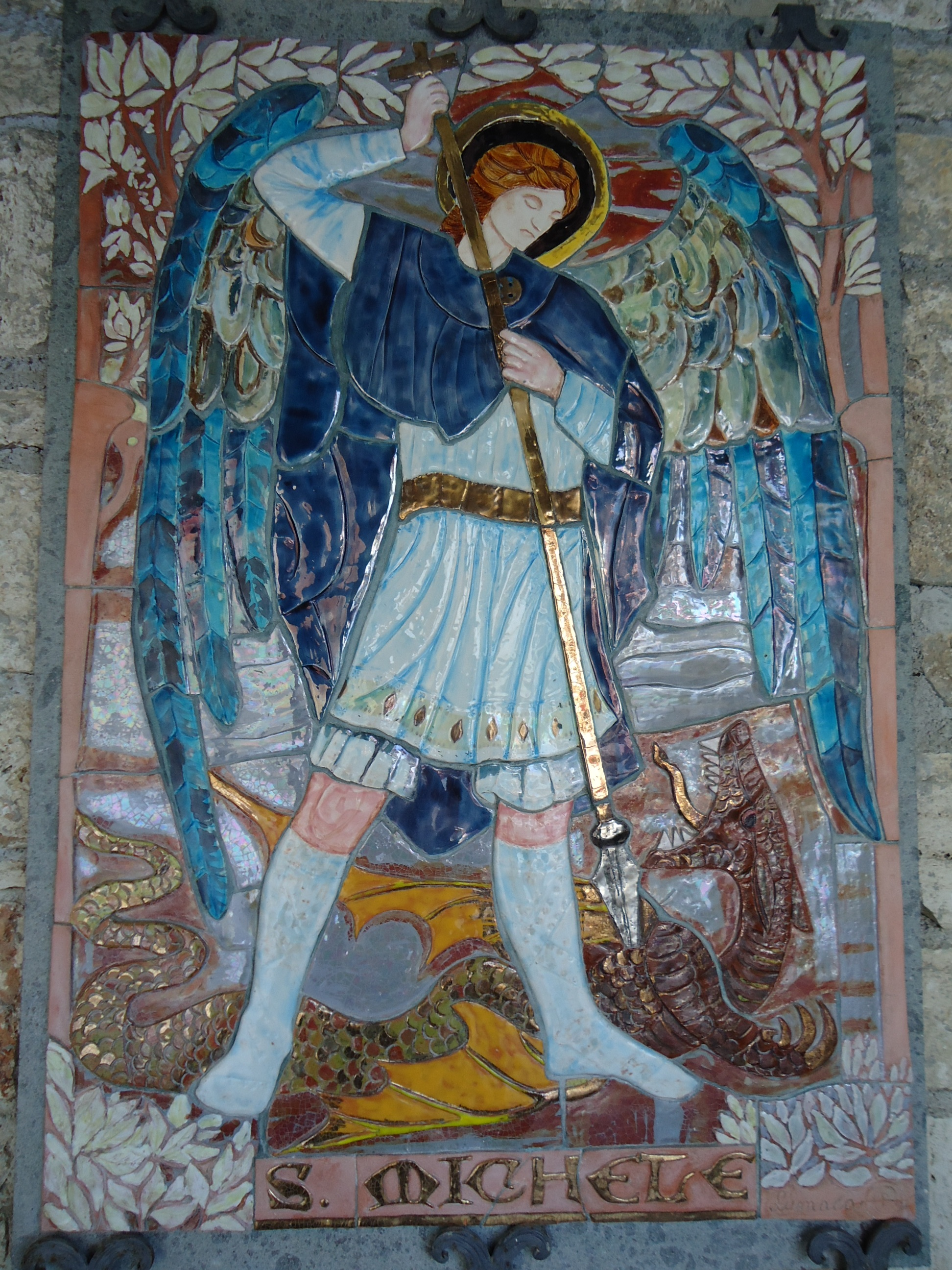
Immagine di San MIchele posta all'ingresso del romitorio
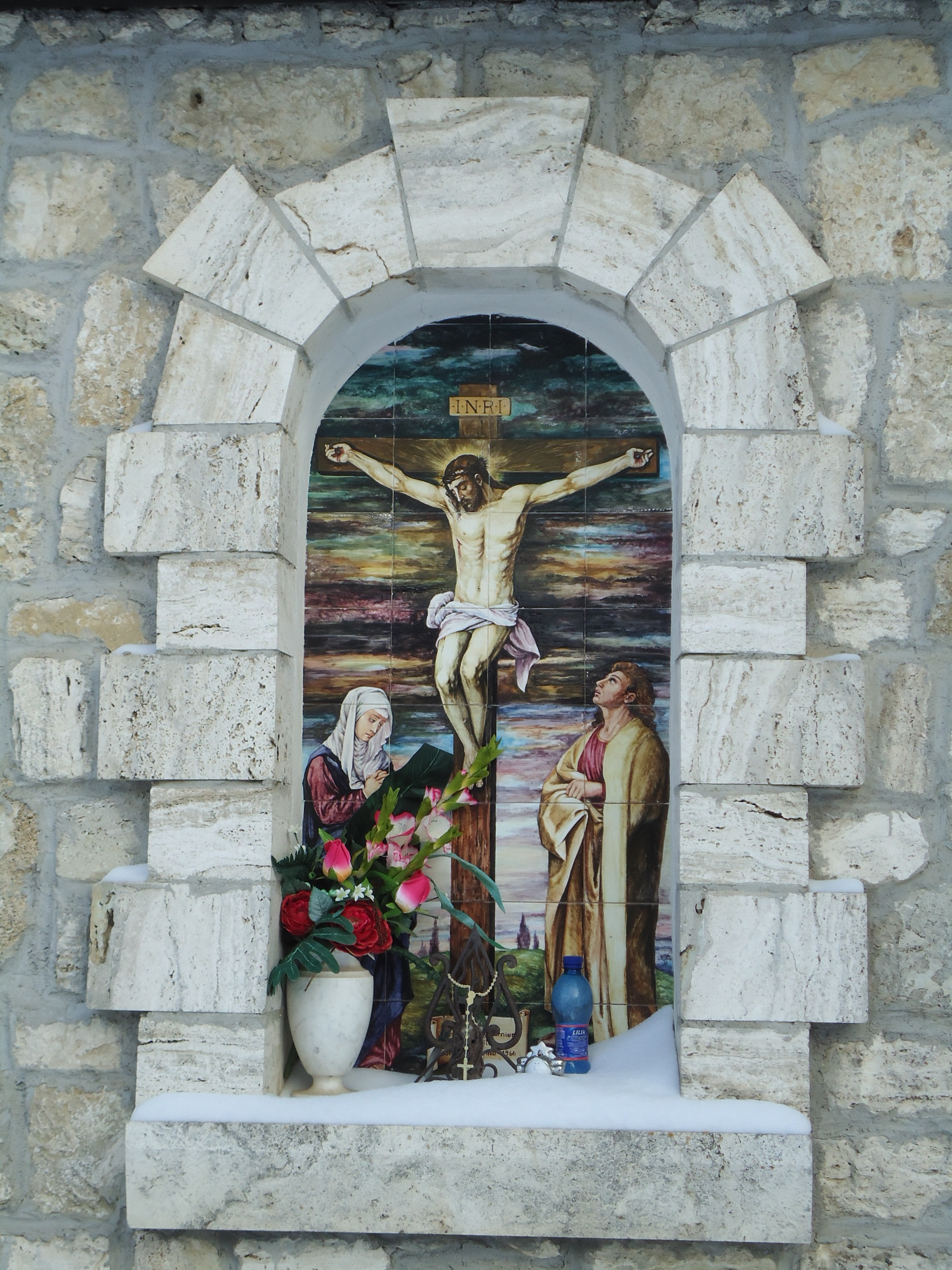
Immagine di Cristo con la Madonna e San Giovanni, posta sulla piazza del santuario
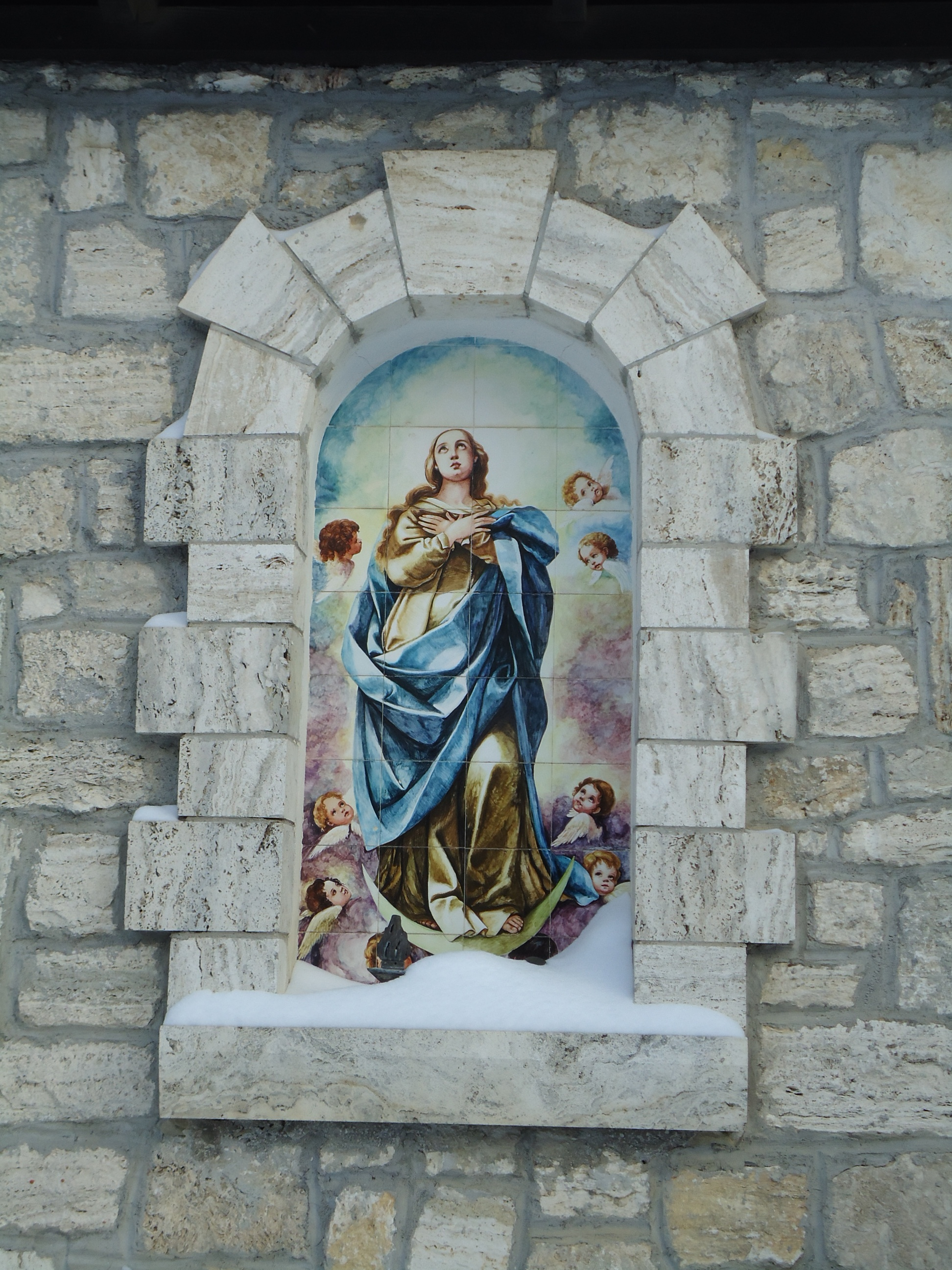
Immagine della Vergine Maria, posta sulla piazza del santuario
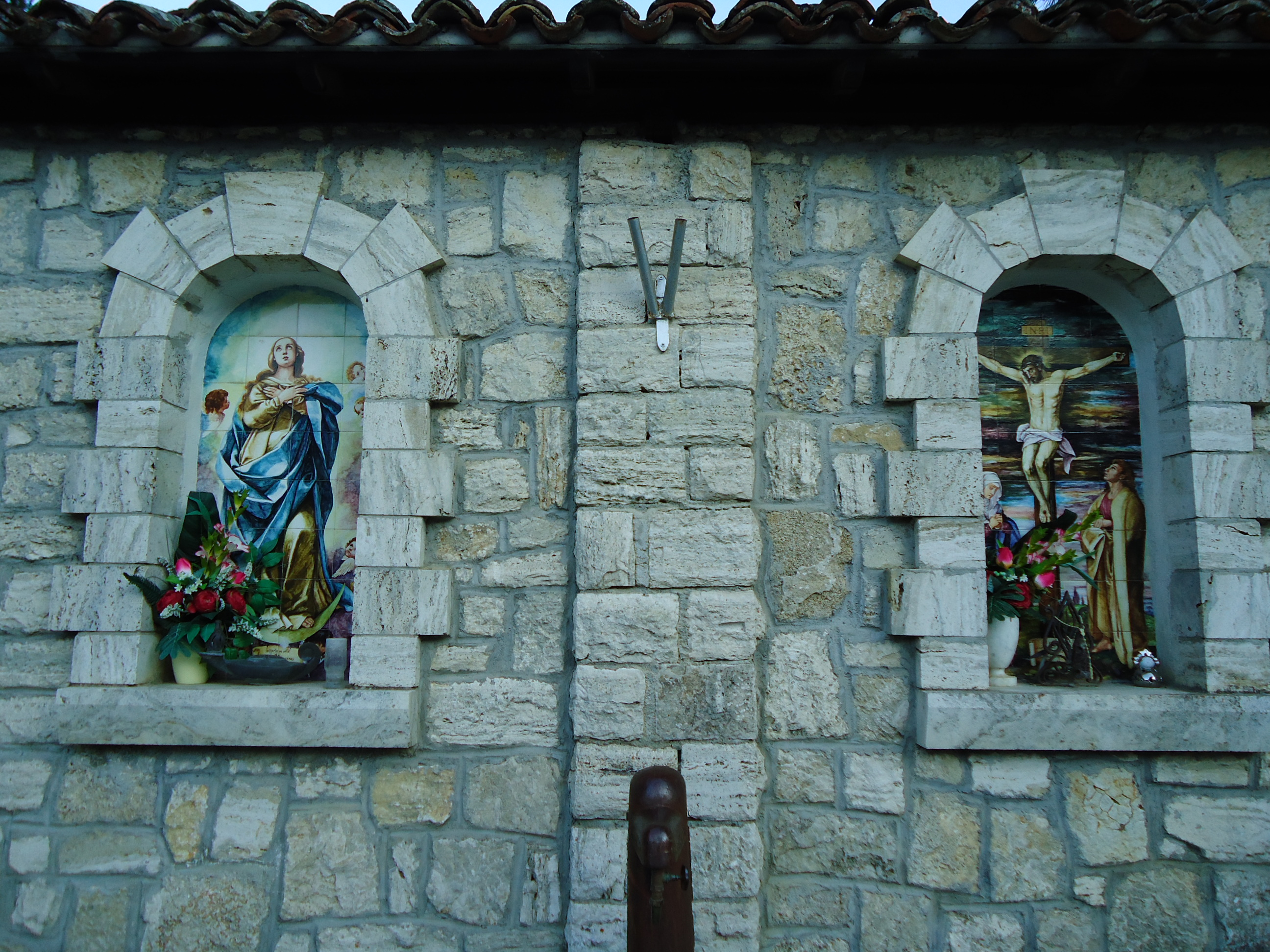
All'esterno, sulla piazza: dipinti con Madonna e Gesù Crocefisso
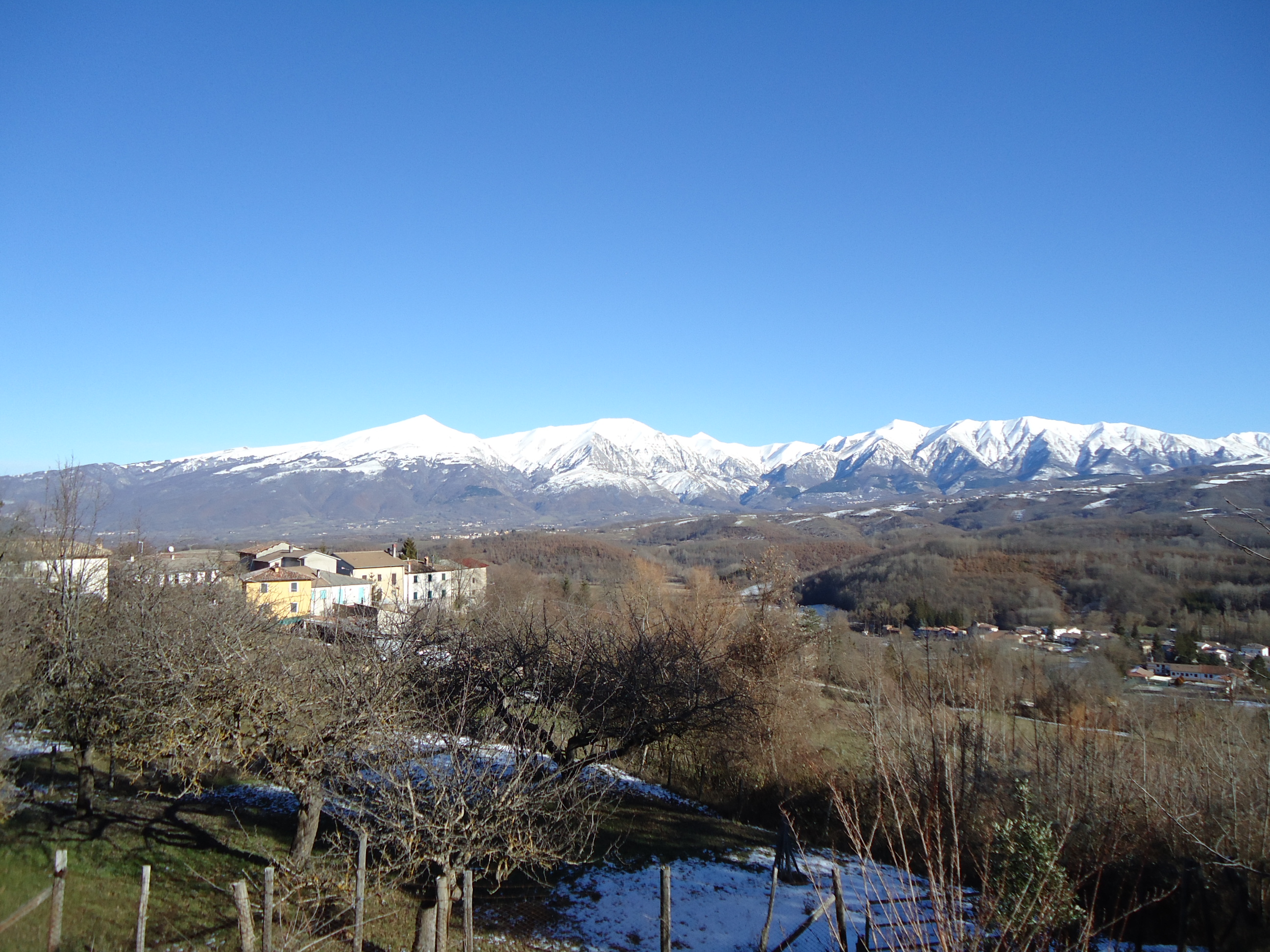
Panorama dal santuario: coperti dalla neve, i Monti della Laga